# アブド・エル・クリム
- アブド・エル・クリム
- アブデル・クリム
- アブド・アルカリーム

アブド・エル・クリム（Abd el-Krim、1880年頃 - 1963年2月6日）は、スペイン保護領モロッコの反乱指導者。本名、Muhammad Ibn 'Abd al-Karim al-Khattabi。第三次リーフ戦争の中心人物であり、リーフ共和国の初代大統領である。

## 生涯
地中海岸のリーフ族のうち、山地に居住するベニ・ウリアゲル部族の首長の子に生まれ、カラウィーン大学で学んだ後に、スペイン語が達者であったためメリリャの原住民関係の事務所に勤務した。
第一次世界大戦後、1919年スペイン軍のマヌエル・フェルナンデス・シルベストレ将軍の支配に反抗し、北アフリカの植民地革命運動の一環として、スペイン領モロッコの独立運動を組織しようとした。1920年にスペインがリーフ族を平定するために軍を派遣し、第三次リーフ戦争が勃発すると、彼はスペインへの抵抗運動を指揮していた最中に戦死した父の跡を継ぎ、1921年7月にはリーフ族を率いてアンワールのスペイン軍を襲撃し、シルベストレ以下13,000人の損害をスペイン軍に与え、シルベストレを敗死させ、フェリペ・ナバーロ以下600人以上を捕虜にした（アンワールの戦い）。アンワールの戦いの後はメリリャに迫った。メリーリャ包囲は失敗したものの、1923年2月1日にアジディールを拠点にリーフ共和国を樹立し、自ら大統領となった。
共和国の成立後、彼はソビエト連邦や国際共産主義運動の支援を受けて戦争を継続し、1924年スペイン軍をテトゥアンに退却させた。この事件はスペイン国内の労働運動を激化させる一方フランス領モロッコが脅かされたため、1925年4月にフランスはフィリップ・ペタン指揮下のフランス軍をモロッコに派遣した。彼はスペイン軍とフランス軍に挟み撃ちにされ、1926年5月ついにフランス軍に降伏し、リーフ共和国は崩壊した。
戦後、フランスによってレユニオン島に流刑されたが、1947年、エジプトに逃れた。その後、1956年のモロッコ独立後もエジプトに留まり、1963年に当地で客死した。

## 著書
- 『回顧録』（Mémoires）1927年[1]